# بخش مرکزی شهرستان طارم
بخش مرکزی شهرستان طارم یکی از بخش‌های شهرستان طارم در استان زنجان ایران است.

## تقسیمات کشوری
- بخش مرکزی شهرستان طارم
  - شهر آب‌بر
  - دهستان درام
  - روستای هزارود

## جمعیت
بنابر سرشماری مرکز آمار ایران، جمعیت بخش مرکزی شهرستان طارم در سال ۱۳۸۵ برابر با ۲۵۹۵۳ نفر بوده‌است.